# Afroamerikaiak
Az afroamerikai (vagy az Egyesült Államokban gyakrabban: afrikai amerikai; angolul: African American vagy African-American, korábban: Afro-American) kifejezés az Egyesült Államokban élő, de afrikai (főleg fekete-afrikai) származással rendelkező személyekre használatos. Ezen személyek nagy része az egykor Afrikából Észak-Amerikába hurcolt rabszolgák leszármazottai, és az eredeti definíció csak rájuk vonatkozott, de napjainkban már bevándorlókra vagy gyermekeikre is használják a kifejezést.
Az afroamerikaiak az Egyesült Államok harmadik legnagyobb etnikai csoportja a fehér amerikaiak és a latin-amerikaiak után. A legtöbb afroamerikai nyugat- és közép-afrikai felmenőkkel rendelkezik, de vannak, akiknek ősei között ezek mellett még európaiak és indiánok is találhatók.
Az afroamerikaiak története a 16. században kezdődött, amikor Nyugat-Afrikában afrikaiakat adtak el európai kereskedőknek, akik a tizenhárom gyarmat egyikébe hurcolták a megvásárolt rabszolgákat. Miután megérkeztek Észak-Amerikába, európai gyarmatosítókhoz kerültek, és ültetvényeken dolgoztak, főként délen. Azok, akiket ritka esetekben felszabadítottak rabszolgatartóik vagy elmenekültek, független településeket alapítottak. Miután az Egyesült Államokat megalapították 1783-ban, a fekete emberek nagy része továbbra is rabszolga maradt, főleg az ország déli részén, ahol több mint négymillió rabszolgát csak az 1865-ös polgárháború során szabadítottak fel. Ezt követően az afroamerikaiak állampolgárok lettek és szavazatjogot kaptak, de a fehér felsőbbrendűség elméletei miatt továbbra is másodrangú polgárokként kezelték őket. Ez a 20. század végén kezdett el változni: a törvényes szegregációt megszüntették, és a polgárjogi mozgalom is fejleményeket hozott. Ennek ellenére az afroamerikaiak elleni rasszizmus a 21. században is jelen van. 2008-ban Barack Obama lett az ország első afroamerikai elnöke. Mississippi formailag csak 2013 februárjában ratifikálta az amerikai alkotmánynak a rabszolgaság eltörléséről rendelkező kiegészítését, amelyet még 1865-ben fogadtak el.
Az afroamerikai kultúrának nagy befolyása volt világszerte, beleértve irodalomban, képzőművészetekben, az angol nyelvben, filozófiában, politikában, sportban és zenében is. A zenére akkora befolyása volt az afroamerikai közösségnek, hogy szinte minden, Amerikában gyökerező zenei stílus részben vagy egészben tőlük származik, úgymint a dzsessz, a gospel, a blues, a diszkó, a hiphop, az R&B, a soul és az amerikai rock is.

## Történelmük

### A gyarmatosítás idején
A rabszolgaként behurcolt emberek többsége Közép- és Nyugat-Afrikából származott, akiket a rabszolga-kereskedők vagy elfogtak vagy megvásároltak nyugat-afrikai kereskedőktől. Ezt követően az európai rabszolga-kereskedők Észak-Amerikába szállították őket, ahol eladták őket árveréseken.
Az első afrikai rabszolgák Santo Domingón keresztül érkeztek meg a San Miguel de Gualdape gyarmatra (ez napjainkban a dél-karolinai Georgetown megye környéke), amelyet Lucas Vázquez de Ayllón spanyol felfedező alapított 1526-ban. A gyarmat nem maradt fenn sokáig, a gyarmatosítók közötti belső konfliktus alatt a rabszolgák fellázadtak és elmenekültek, indián közösségekbe próbáltak beilleszkedni. De Ayllón és a gyarmatosító spanyolok nagy része meghalt egy járvány következtében, a kolóniát elhagyták. A túlélő gyarmatosítók és a rabszolgák, akik nem menekültek el visszatértek Haiti szigetére.
Luisa de Abrego sevillai fekete szolga és Miguel Rodríguez fehér konkvisztádor 1565-ös házassága St. Augustine-ben az első keresztény házasság, amit a mai Egyesült Államok területén bejegyeztek.

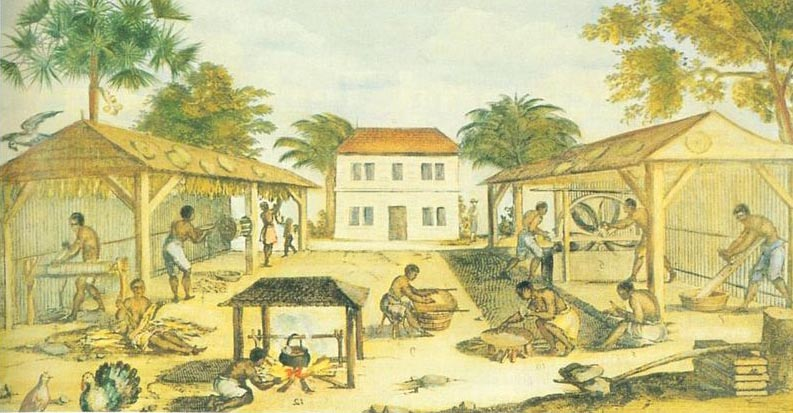
Rabszolgák dolgoznak a 17. századi Virginia területén

Az első afrikai emberek, akik az angolok által gyarmatosított területekre érkeztek, „huszonvalamennyi négerek” voltak, akik Jamestownba érkeztek Hamptonon keresztül, 1619 augusztusában, szerződéses szolgaként. Ahogy egyre több virginiai gyarmatosító elkezdte életét veszteni a terület nehézkes körülményei miatt, egyre több afrikai embert hurcoltak be munkaerőként.

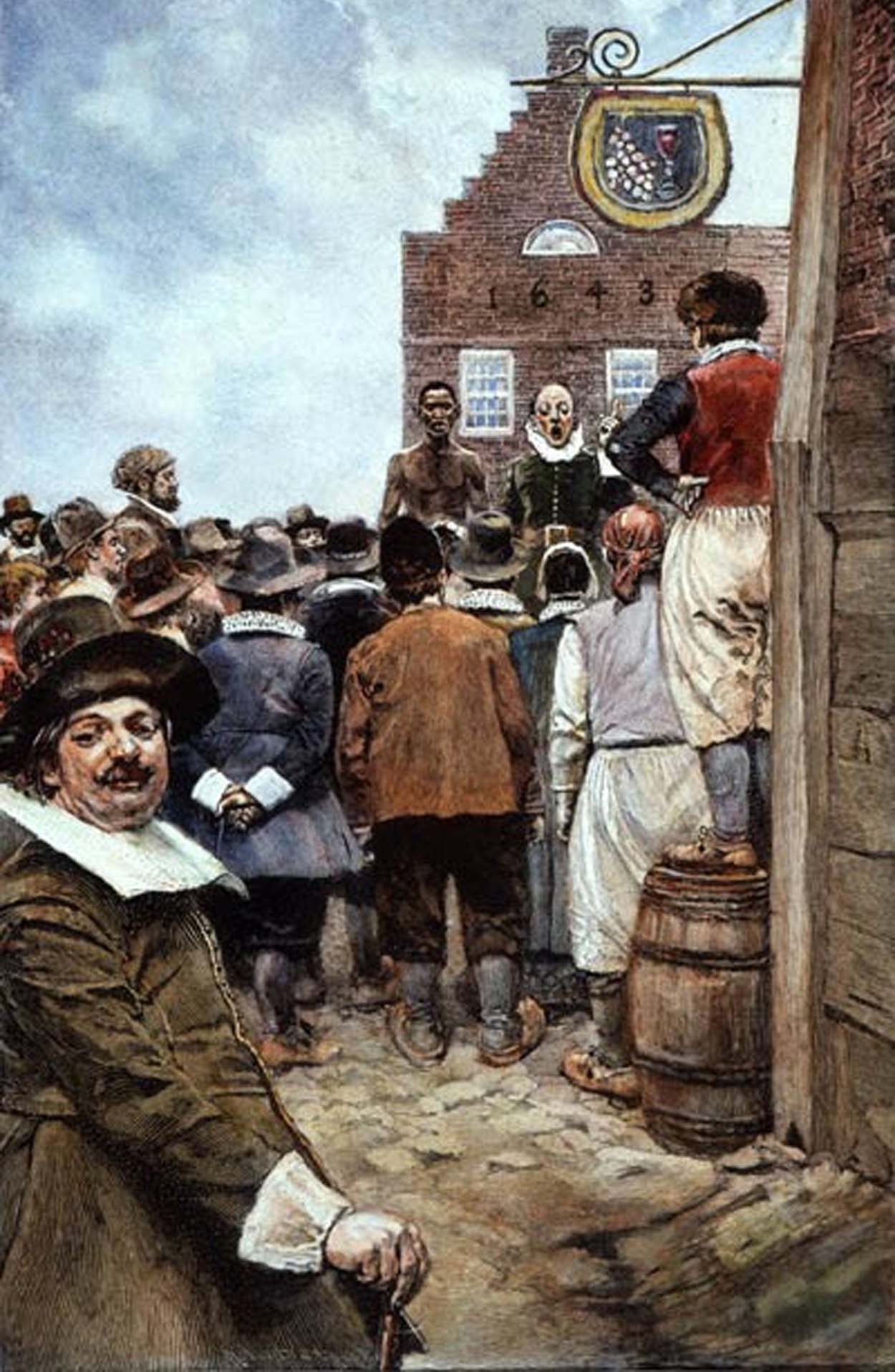
Az első rabszolga-árverés Új-Amszterdamban, 1655-ben

A szerződéssel rendelkező szolgák (akik nem csak fekete személyek voltak) akár hét évig is fizetés nélkül dolgoztak. Ezeknek a szolgáknak a státusza Virginiában és Marylandben nagyon hasonlított a rabszolgasághoz. Gyakran adták-vették, esetekben kölcsön is adták és testi fegyelmezéssel büntették őket. Rabszolgákkal ellentétben fel lettek szabadítva, mikor szolgálatuk ideje lejárt vagy fel lett vásárolva és gyermekeik nem örökölték meg státuszukat. Mikor szabadon lettek engedve, kaptak egy évnyi ellátmányt és szerszámot, illetve egy kisebb pénzösszeget is, hogy megkezdjék szabad életüket. Az afrikai szolgák termeszthették saját terméseiket és állataikat, hogy megvásárolják szabadságukat. Gyakran volt családjuk és házasságban éltek más afrikaiakkal, indiánokkal, illetve esetekben európai gyarmatosítókkal is.
Az 1640-es és 1650-es évekre több afrikai család is farmtulajdonos volt Jamestown környékén és sokak gazdagok is lettek, megvásárolva saját szolgáikat. 1640-ben a Virginiai Törvényszék elítélt egy néger férfit, John Punchot életfogytiglani szolgaságra, amiért elmenekült Hugh Gwyn farmjáról, ezzel Punch lett az első hivatalos rabszolga a brit gyarmatokon.

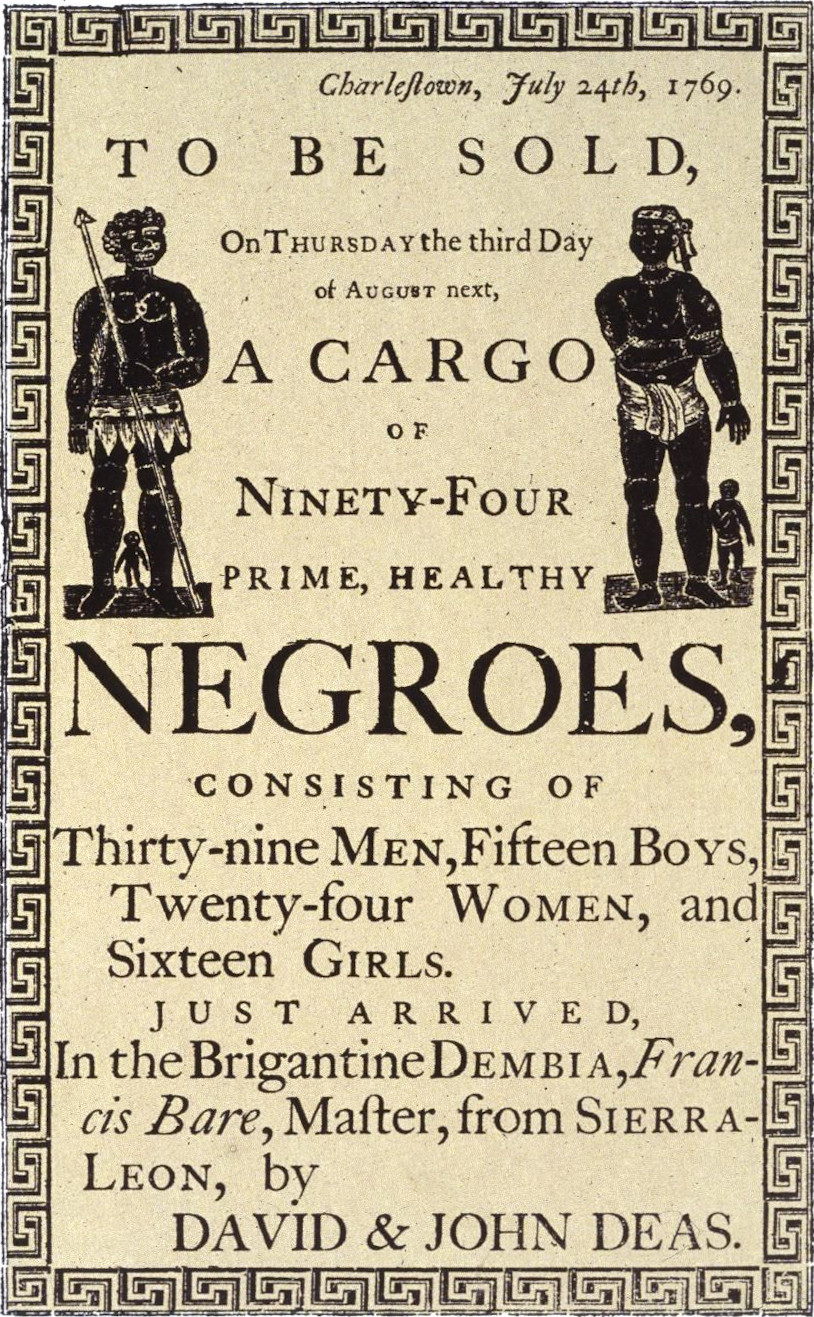
Egy 1769-es korabeli szórólap, ami „94 príma, egészséges néger” rabszolga árverését hirdeti Charlestonban (akkor: Charlestown)

Spanyol Floridában megesett, hogy spanyolok maszkagí, krík vagy afrikai nőkkel házasodtak, akár szolgák vagy szabadok voltak és gyermekeik kevert rasszú meszticek vagy mulattok lettek. A spanyolok a georgiai gyarmatról próbáltak elcsábítani rabszolgákat, nekik szabadságot ígérve, azért cserébe, hogy katolikusok lesznek. II. Károly spanyol király királyi hirdetményt tett, amiben felszabadított minden rabszolgát, aki spanyol Floridába menekült és megkeresztelkedett. A legtöbben St. Augustine környékére érkeztek, de Pensacola területét is elérték. St. Augustine gyarmatának már 1683-ban is volt egy csak fekete férfiakból álló hadserege a terület védelmére.
A rasszon alapuló rabszolgarendszer nem alakult ki a 18. századig. A Holland Nyugat-indiai Társaság 1625-ben hozta be Észak-Amerikába a rabszolgaságot, tizenegy fekete rabszolga behurcolásával Új-Amszterdamba (napjainkban: New York). A gyarmat összes rabszolgáját felszabadították, mikor a hollandok feladták a területet az angoloknak.
Massachusetts volt az első angol gyarmat, ami törvényesen is bevezette a rabszolgaságot, 1641-ben. 1662-ben Virginia elfogadott egy javaslatot, ami szerint a rabszolga nők gyermekei anyjuk státuszát örökölték meg és nem apjukét.

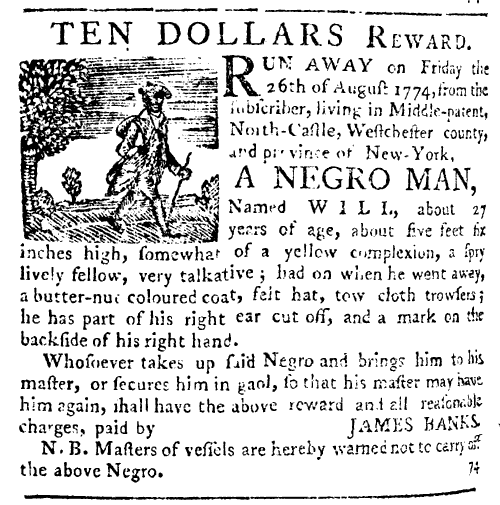
Egy újsághirdetés, ami tíz dollárt ajánl bárkinek, aki megtalálja és visszajuttatja tulajdonosának a feltüntetett rabszolgát. A rabszolgaság 1865-ös betiltásáig több mint 200 ezer ilyen hirdetés született (még az ország elnökei, George Washington és Thomas Jefferson is adtak ki ilyen újságcikkeket)

1699-ben Virginia elrendelte az összes szabad fekete ember deportálását, ezzel lényegében bejelentve, hogy minden néger, aki a területen marad rabszolgának számít. 1670-ben a gyarmati gyűlés elfogadott egy törvényjavaslatot, ami megtiltotta szabad és megkeresztelt feketéknek, hogy keresztényeket (ebben az értelemben: fehér európaiakat) vásároljanak, de azt nem, hogy embereket tulajdonoljanak „saját nemzetükből.”
Ugyan nem volt cél a rabszolgaság betiltása, spanyol Louisiana területén elfogadtak egy törvényt coartación néven, ami megadta a lehetőséget rabszolgáknak, hogy megvásárolják saját és mások szabadságát is. Ugyan sok esetben ezeknek a szolgáknak nem volt elég pénze, több kormányrendelet is megadta a lehetőséget arra, hogy szabaddá legyenek.
1704-ben, Dél-Karolinában létrehozták az első rabszolga-őrségeket, amik fehér férfiakból álltak, akik biztosították, hogy a fekete rabszolgák ne menekültek el. A rabszolgatartók attól féltek, hogy a rabszolgák lázadásokat fognak szervezni, ezért létrehoztak állami milíciákat, hogy fegyelmezzék a rabszolgákat és már idő előtt megállítsanak bármilyen próbálkozást szökésekre vagy lázongásokra.
Az első afroamerikai gyülekezeteket 1800 előtt hozták létre, északi és déli államokban is. 1775-re a gyarmatok 20%-a afrikai származású volt, amivel az angol amerikaiak után a második legnagyobb etnikum lettek.

### A függetlenségi háborútól a polgárháborúig

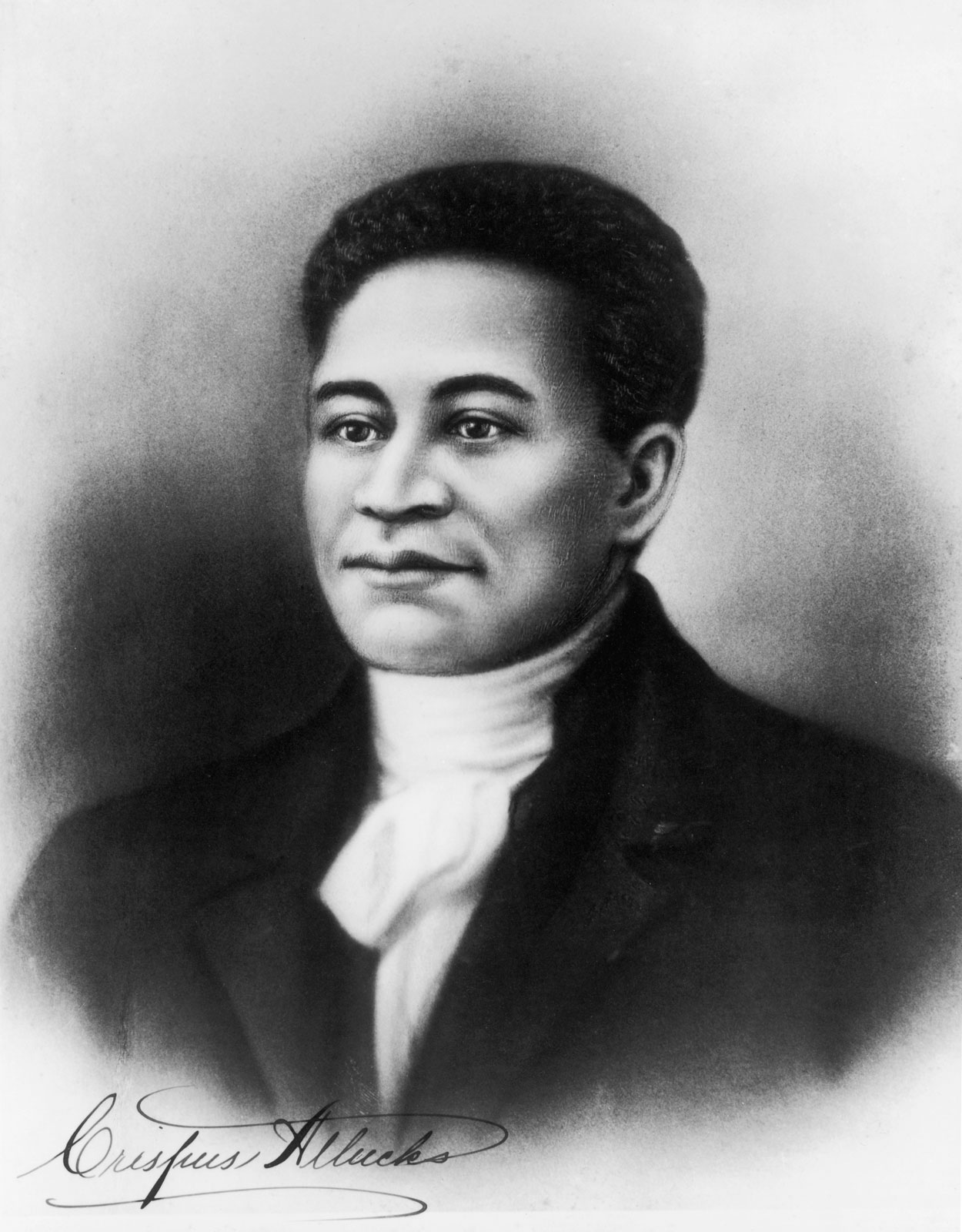
Crispus Attucks, az amerikai függetlenségi háború első halottja afroamerikai és amerikai indián származású volt

Az 1770-es években, szabad és rabszolga afrikaiak is segítették a lázadó amerikaiakat a függetlenségi háború során azzal, hogy küzdöttek a britek ellen, de mindkét oldalon volt szerepük. Az amerikai patrióták legismertebb katonái közé tartozott James Armistead, Prince Whipple és Oliver Cromwell is. A háború után közel 15 ezer fekete lojalista elhagyta az országot a britekkel, ahol Angliába vagy más kolóniákra visszatérve szabad emberek lettek.
Spanyol Louisiana kormányzója, Bernardo de Gálvez az amerikai függetlenségi háború során szabad fekete férfiakat egy milíciába szervezett, hogy megvédjék New Orleans városát. Harcoltak az 1779-es ütközetben, mikor a spanyolok elfoglalták Baton Rouge-t. Gálvez ezek mellett két másik offenzívába is vezette őket, Mobile és Pensacola ellen. Ezek mellett rabszolgákat is toborzott, azt ígérve, hogy felszabadít bárkit, aki komolyan megsérül és a kisebb sérüléseket szerzőknek nagyon olcsóvá teszi szabadságuk megvásárlását. Az 1790-es években Francisco Luis Héctor kormányzó a helyi erődítmények védésére fekete férfiakat toborzott. Az, hogy katonaként szolgáltak, egyenlőbbé tette az egykor rabszolgaként dolgozó férfiakat a terület fehér lakosaival, fegyverviselési jogot és jobb fizetést adva nekik. Ennek ellenére ezek a lépések elidegenítették a rabszolgaként dolgozó feketéket a szabad feketéktől.

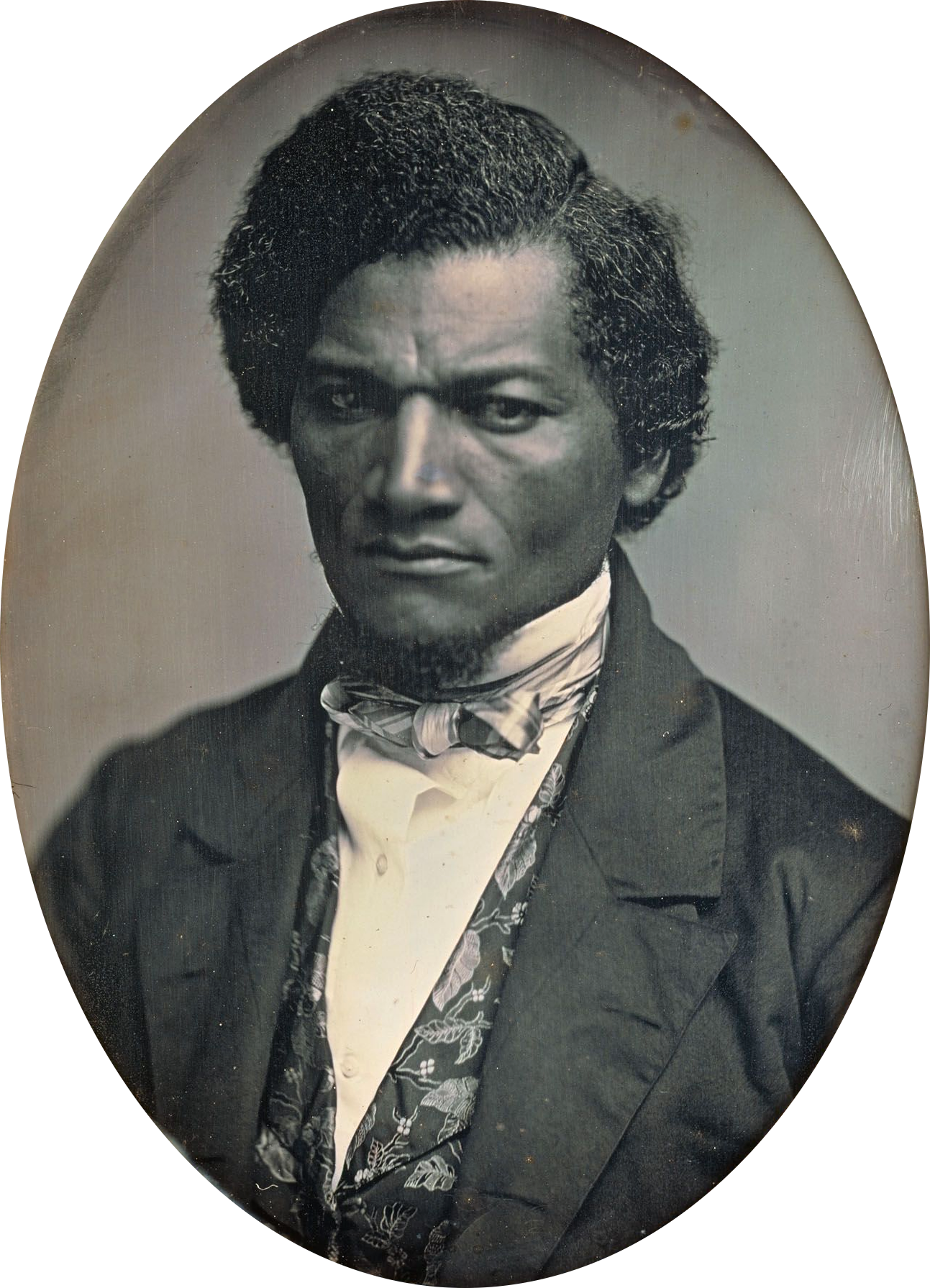
Frederick Douglass, abolicionista aktivista

A rabszolgaság az amerikai alkotmány része volt, annak első cikkelyében, a háromötödös kompromisszum részeként. A Kongresszus az alkotmány miatt 1807-ig nem tudta törvénytelenné tenni a rabszolgák importálását. A Kongresszus 1793-ban és 1850-ben is elfogadott törvényjavaslatokat, amik garantálták, hogy rabszolgatartók újra elfoghassák rabszolgáikat, ha azok elmenekültek. Azok a rabszolgatartók, akik szolgáikat tulajdonként kezelték, szövetségi bűncselekménnyé tették az elmenekült rabszolgák segítését vagy elfogásuk akadályozását. A rabszolgaság, ami eddigre szinte csak afrikai származású emberekre vonatkozott, az egyik legfontosabb politikai téma volt az Egyesült Államokban. Ennek következtében több konfliktus és kompromisszum is született, mint a Missouri-kompromisszum, az 1850-es kompromisszum és a Dred Scott v. Sandford.

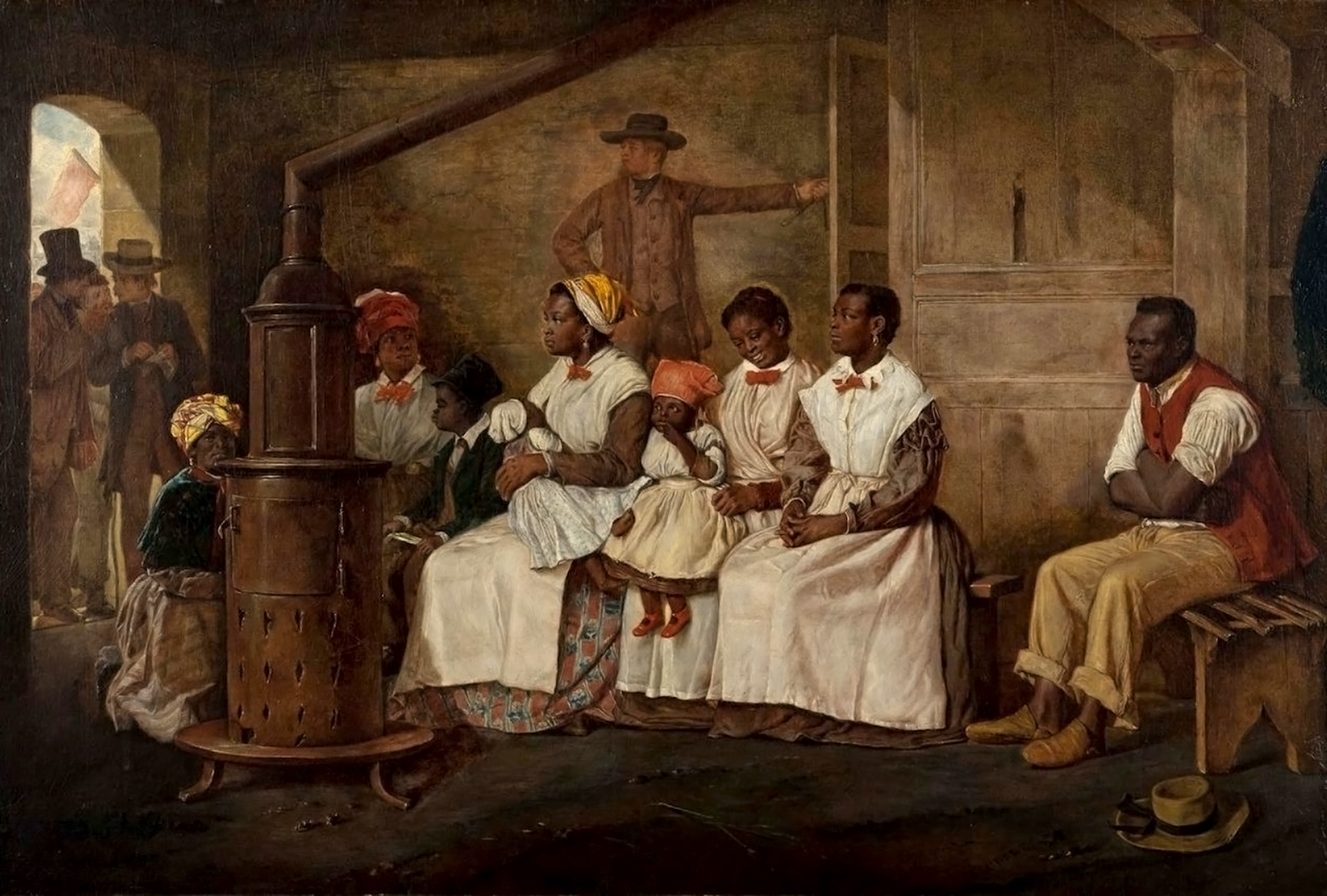
Eyre Crowe Slaves Waiting for Sale – Richmond, Virginia című műve, amin eladásukra váró, új ruhákat viselő rabszolgák szerepelnek

A polgárháború előtt nyolc elnök volt rabszolgatartó, amit akkor még védett az alkotmány. 1860-ra 3,5–4,4 millió rabszolga élt az országban, míg nagyjából 488–500 ezer szabad fekete ember. A szabad fekete emberek ellen ettől függetlenül jelen volt a diszkrimináció, amit törvényesen fenntartottak az ország sok államában. Ennek következtében többen is úgy döntöttek, hogy elhagyják az országot és Libériába költöznek. Libéria az Amerikai Gyarmatosító Szövetség gyarmataként született 1821-ben.
A rabszolgák nem csak nagy befektetésnek számítottak, az Egyesült Államok legértékesebb termékét is ők termelték: a gyapotot. Nem csak a Capitolium épületét építették fel, hanem a Fehér Házat és sok más fővárosi épületet is.

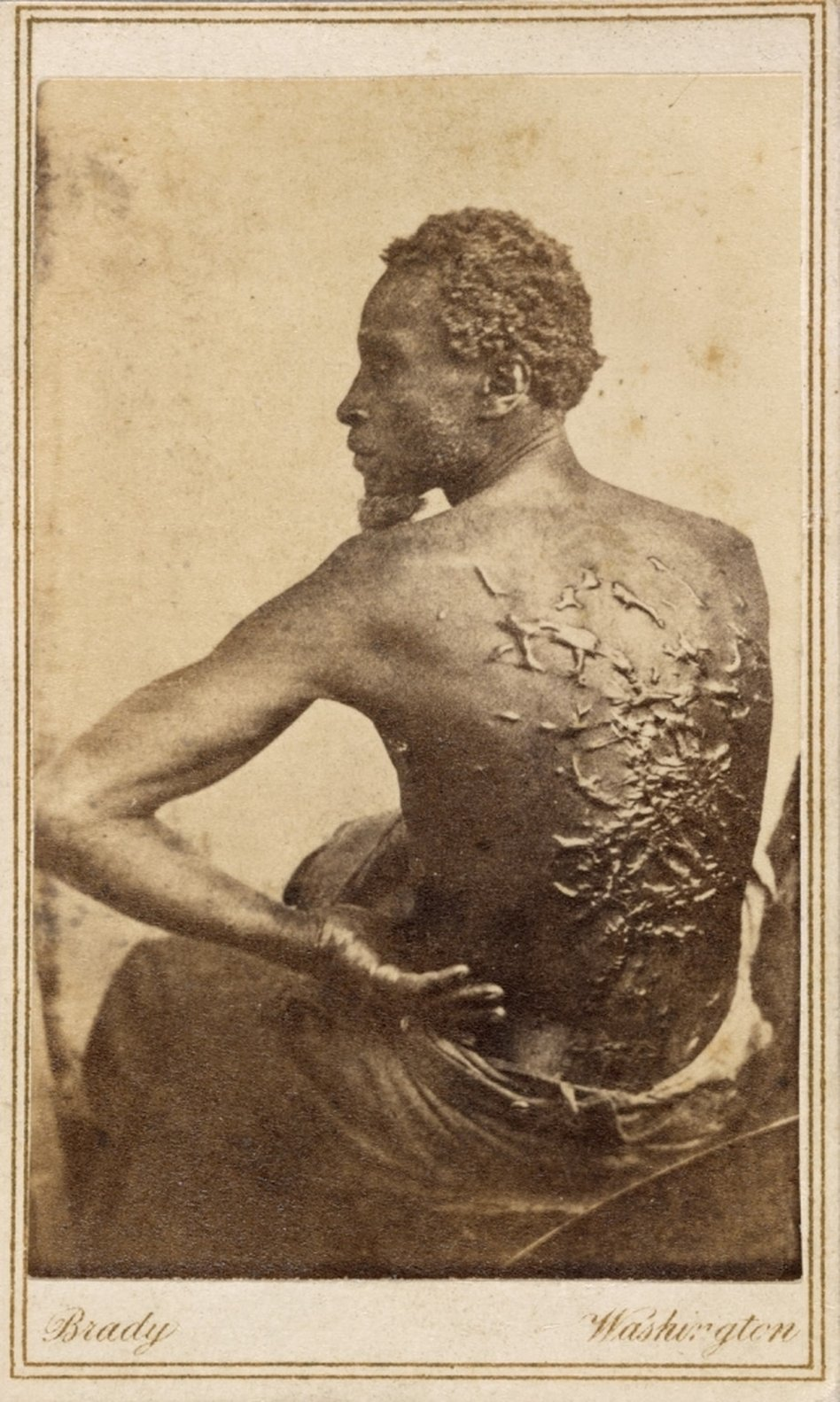
A kép, amin Gordon rabszolga szerepel, a rabszolgaság brutalitásának egyik legismertebb ábrázolása

1815-re az Egyesült Államokban a gazdaság nagy része lett az országon belüli rabszolga-kereskedelem, ami az 1860-as évekig tartott. Történészek szerint majdnem egy millió ember volt része ennek a kényszerített migrációnak. Ira Berlin azt írta, hogy attól függetlenül, hogy ténylegesen el lettek-e mozgatva lakhelyeikről vagy csak annak félelmében kellett élniük, hogy családjaikat bármikor elköltöztetik, „a fekete embereket traumatizálta ez a tömeges deportálás.” A rabszolgák gyakran teljesen elvesztették a kapcsolatot családjaikkal és soha nem látták őket elköltöztetésük után. Sokan teljesen elvesztették ismereteiket származásukkal kapcsolatban.
A függetlensági háború óta folyamatosan szóba esett a szabad fekete emberek migrációja származásuk kontinensére. Miután Haiti elnyerte függetlenségét, megpróbált afroamerikaiakat bevonzani, miután újra elkezdett kereskedni az Egyesült Államokkal. Kanada területén is létrejött egy afroamerikaiakból álló település, ahova közel 200 afroamerikai család költözött.

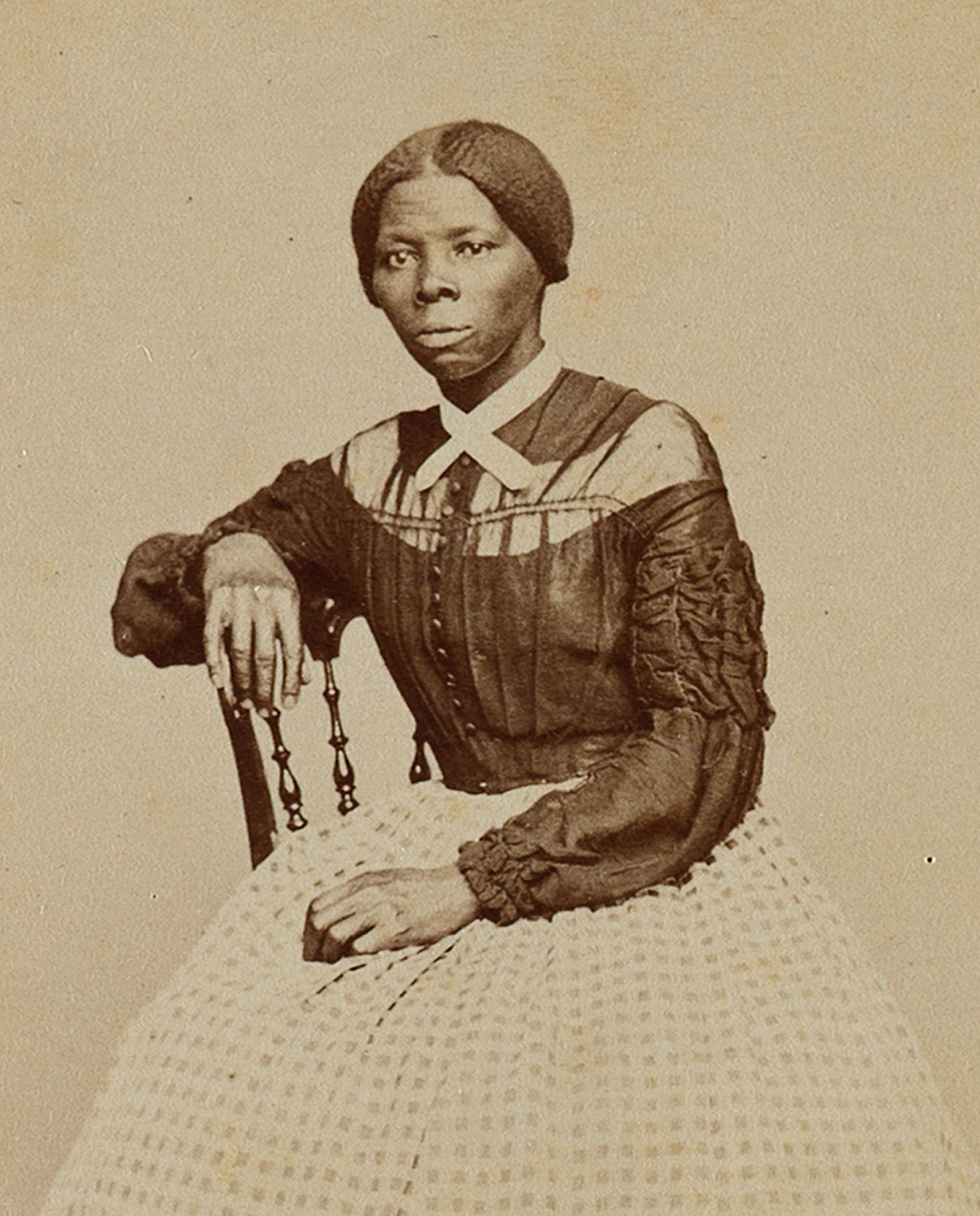
Harriet Tubman aktivista és korábbi rabszolga sok társát mentette ki rabságából és nagy szerepet játszott mások felszabadításában a polgárháború előtt és idején. A háborúban kémként és ápolóként szolgált

1863-ban, a polgárháború közben Abraham Lincoln aláírta az emancipációs kiáltványt, ami azt írta, hogy a Konföderáció területén élő összes rabszolga szabad volt. Az egyre jobb helyzetben lévő amerikai hadsereg ezt végre is hajtotta, Texas volt az utolsó állam 1865-ben, ami emancipálva lett.
A tizenharmadik alkotmánymódosítás 1865-ös elfogadásáig a rabszolgaság hivatalosan még folytatódott, majd a tizennegyedik állampolgárságot adott minden amerikai fekete embernek, míg a tizenötödik a fekete férfiaknak szavazati jogot (nők nem szavazhattak 1920-ig).

### A Jim Crow-törvények korszaka
Afroamerikai közösségek hamar létrehoztak gyülekezeteket, iskolákat és egyéb szervezeteket, azzal a céllal, hogy ne kelljen életüket fehér emberek felügyelete alatt élniük, mint az előző évszázadokban. Ugyan a háború utáni korszak először nagy előrehaladást jelentett az afroamerikaiaknak, ez a pozitív időszak hamar, 1876-ban véget ért. Az 1890-es évek végére a déli államokban jelen voltak a Jim Crow-törvények, amik a faji szegregáció és a feketék jogfosztottsága biztosítására jöttek létre. A szegregáció, ami a rabszolgasággal kezdődött, a Jim Crow-törvényekkel folytatódott, amik meghatározták, hogy a fekete lakosok hol sétálhatnak, beszélhetnek, ehetnek, ihatnak, pihenhetnek. Azon a helyeken, ahol feketék és fehérek is ki voltak szolgálva, a fehérek előnyben voltak, az afroamerikaiaknak várnia kellett. A legtöbben engedelmeskedtek a szabályoknak, hogy elkerüljék az erőszakot. Ennek ellenére sokan felépítették saját iskoláikat, templomaikat, bankjaikat, klubjaikat és üzleteiket.
A 19. század utolsó évtizedében a diszkrimináló törvények és az afroamerikaiakat célzó faji erőszak elkezdett növekedni az Egyesült Államokban. 1896-ban a Legfelsőbb Bíróság kijelentette, hogy a faji diszkrimináció az országban alkotmányosan elfogadható volt (Plessy v. Ferguson), ami a déli államokban kötelező is volt. Országszerte megakadályozták az afroamerikaiak hozzáférését erőforrásokhoz, megpróbálták elnyomni a fekete emberek szavazatjogát. Az erőszak az afroamerikai közösség ellen egyre rosszabb lett, gyakran történtek lincselések, esetekben tömeges erőszak is.

### Polgárjogi mozgalom

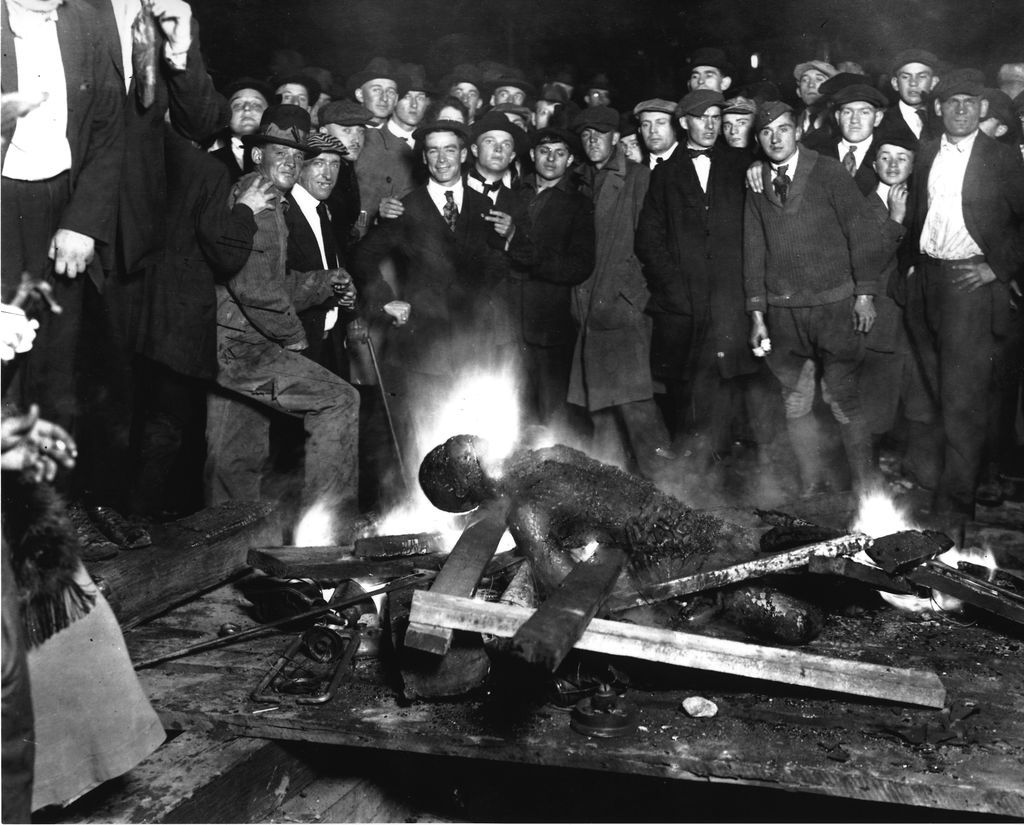
Fehér amerikaiak Will Brown afroamerikai polgár holttestével, miután meglincselték, megcsonkították és megégették a férfit 1919-ben, Omahában. Lincselésekről ebben az időszakban gyakran készültek képeslapok és szuvenírnek számítottak.

A 20. század első felében történt a Nagy Migráció(en), ami részeként az egyre rosszabb helyzetben élő afroamerikai lakosok elmenekültek az Egyesült Államok déli részéből, nyugatra és északra. A hirtelen nagy számban érkező fekete polgárok megdöntötték a faji egyensúlyt északi és nyugati városokban, a régióban a fajok között növekedni kezdett az ellenszenv. 1919-ben történt az úgynevezett vörös nyár, amikor országszerte több százan haltak meg faji lázongások következtében, többek között Chicagóban és Omahában. Az afroamerikaiakat diszkriminálták északon és nyugaton is, munkalehetőségeik erősen korlátozva voltak. 1900-ban, a Hamptoni Néger Konferencián Matthew Anderson kijelentette, hogy délen könnyebb volt jobban fizető munkát találni, mint északon. Ugyan sok fehér amerikai erőszakkal, fenyegetésekkel és jogi utakon próbálta védeni azokat a területeket, amiket magukénak tekintettek, sokan inkább elhagyták a városokat és vidékre vagy külvárosokba költöztek.
A diszkrimináció ellenére az afroamerikai közösségek és intézmények növekedni kezdtek északon is. Létrejöttek afroamerikaiakat célzó szervezetek (Urban League, NAACP), gyülekezetek, vállalkozások, újságok, illetve az afroamerikai kultúra is egyre sikeresebb lett, leginkább zene formájában. Ennek ellenére voltak olyan létesítmények, mint a harlemi The Cotton Club, ahol felléphettek fekete zenészek, de csak fehérek tekinthették meg. A Jim Crow-törvények jelenléte nélkül északon politikai hatalmat is tudtak szerezni afroamerikaiak.

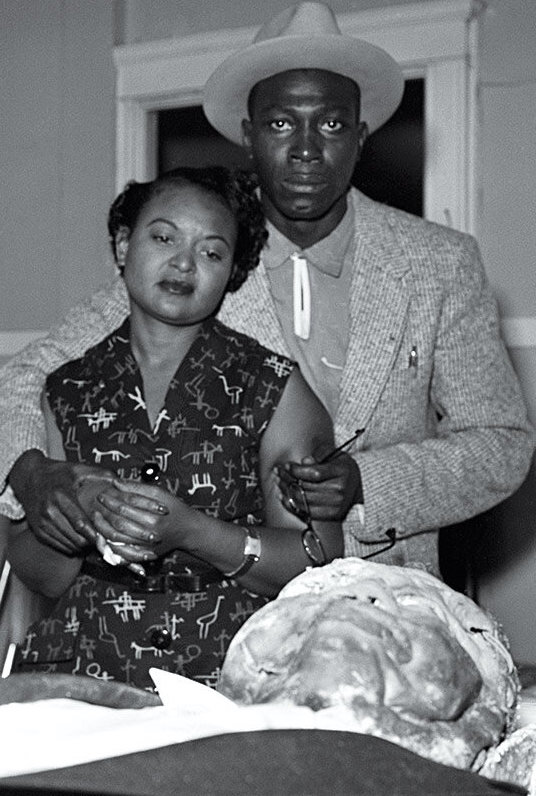
A 14 éves Emmett Till (a kép alján) nyitott koporsós temetése, szüleivel a háttérben

Az 1950-es évekre a polgárjogi mozgalom egyre ismertebb lett. Emmett Till, egy 14 éves chicagói fiú meglincselése országszerte felháborodást váltott ki. A fiú a nyarat Money városában töltötte, ahol meggyilkolták, amiért egy nő azt hazudta, hogy feléje füttyentett. Tillt súlyosan megverték, egyik szemét kinyomták és fejbe lőtték. Anyja úgy döntött, hogy nyitott koporsós temetést tartanak a fiúnak, hogy mindenki láthassa mit tettek gyermekével. Ez országszerte megmozgatta az afroamerikai közösséget. A fiú gyilkosainak tárgyalása a fehér felsőbbrendűség jelenlétének tökéletes bemutatója volt, mindkét gyilkost gyorsan felmentette a csak fehér emberekből álló esküdtszék. Száz nappal a fiú halála után Rosa Parks nem volt hajlandó feladni helyét egy alabamai buszon egy fehér férfinak és később elmondta Emmett anyjának, Mamie Tillnek, hogy Emmett eltorzult arcára gondolt, mikor nem volt hajlandó feladni helyét a montgomery-i buszon.

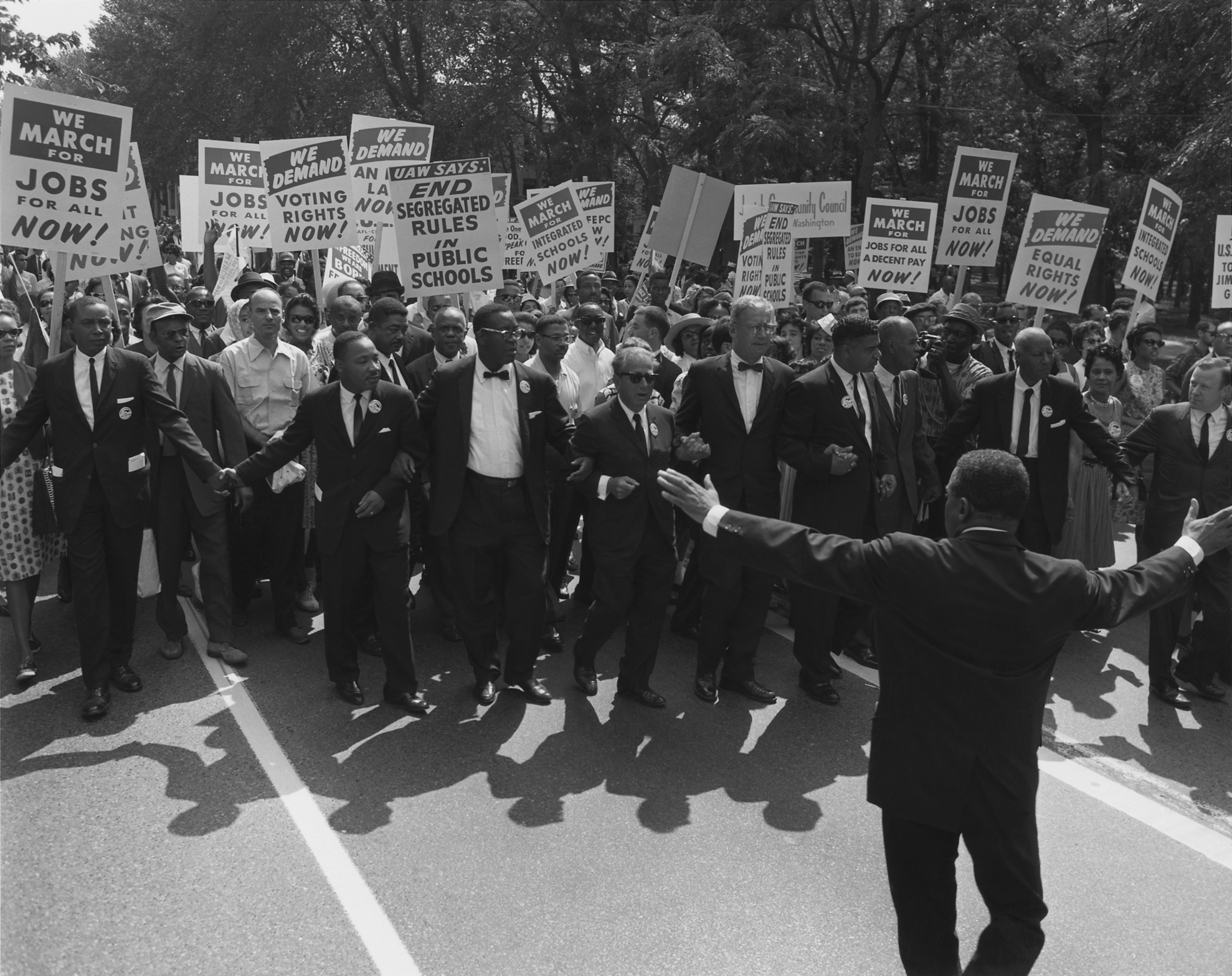
A washingtoni menet, olyan fontos polgárjogi vezetőkkel, mint Martin Luther King

A washingtoni menet, amin 200–300 ezer ember vett részt az ország fővárosában, nagy nyomás alá helyezte John F. Kennedy és Lyndon B. Johnson elnököket. Johnson 1964-ben, Kennedy halálát követően bejelentette támogatását a polgárjogi rendelet mellett, ami országszerte betiltotta a diszkriminációt, illetve az 1965-ös szavazójogi rendelet mellett, ami segített biztosítani, hogy afroamerikaiaknak is ugyanolyan lehetősége van szavazni, mint a fehér lakosságnak. 1966-ra megjelent a Black Power mozgalom, ami 1975-ig tartott és tovább bővítette az afroamerikaiak szabadságjogait.

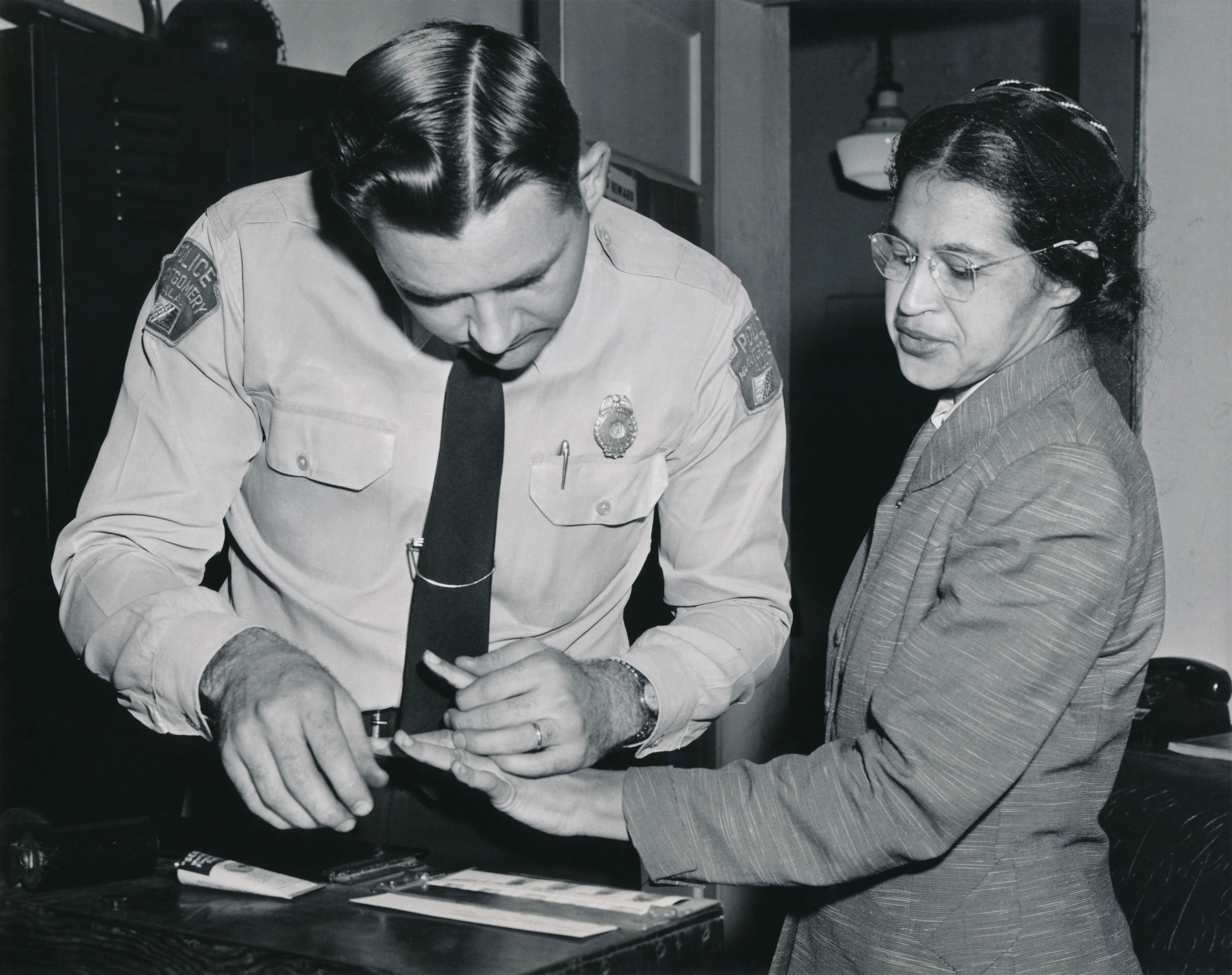
Rosa Parks, letartóztatása után

A második világháború utáni időszakban gazdaságilag még mindig nagy hátrányban voltak az afroamerikaiak. Az átlag fekete férfi bevétele mindössze 54%-a volt egy fehér ember bevételének, majd 55%-a 1962-ben. 1959-ben egy fehér család átlagos bevétele 5600 dollár volt (52 056, 2021-es dollárban), míg 2900 (2021-es dollár: 26 957) nem fehér családoknak. 1965-ben a fekete családok 43%-a számított szegénynek.
1965 és 1969 között 54%-ról 60%-ra emelkedett a bevétel aránya a fehér lakossághoz képest. 1968-ra már csak a családok 23%-a számított szegénynek, az 1960-as 41%-hoz képest. 1965-ben csak az afroamerikaiak 19%-a keresett annyi pénzt, mint az országos átlag, ez két év alatt 27%-kal emelkedett.

### A polgárjogi mozgalom időszaka után

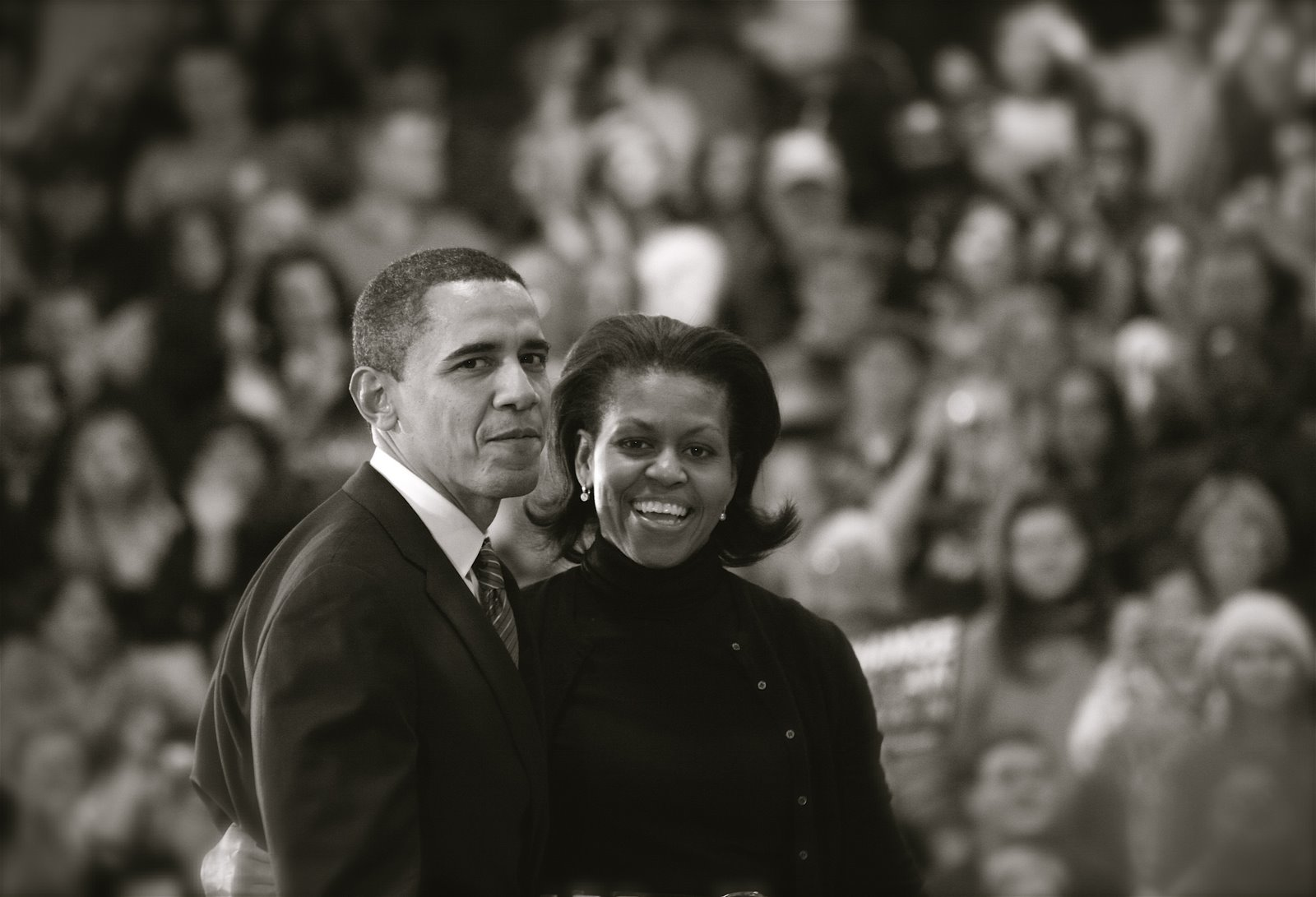
Barack Obama és Michelle Obama, az Egyesült Államok első afroamerikai elnöke és first ladyje

Politikailag és gazdaságilag az afroamerikaiak helyzete sokat javult a polgárjogi mozgalom óta. 1967-ben Thurgood Marshall lett az első Legfelsőbb Bírósági bíró. 1968-ban Shirley Chisholm lett az első afroamerikai nő, akit megválasztottak amerikai képviselőnek. 1989-ben Douglas Wilder lett az első afroamerikai kormányzó az ország történetében. 1991-ben Clarence Thomas vette át Marshall helyét, így ő lett a második afroamerikai bíró. 1992-ben Carol Moseley-Braun (Illinois) lett az első afroamerikai nő, akit megválasztottak szenátornak. 2000-ben 8936 afroamerikai volt szövetségi vagy állami hivatalban, ami az 1970-es adatnál 7467-tel több. 2001-ben már 484 fekete polgármester szolgált országszerte.

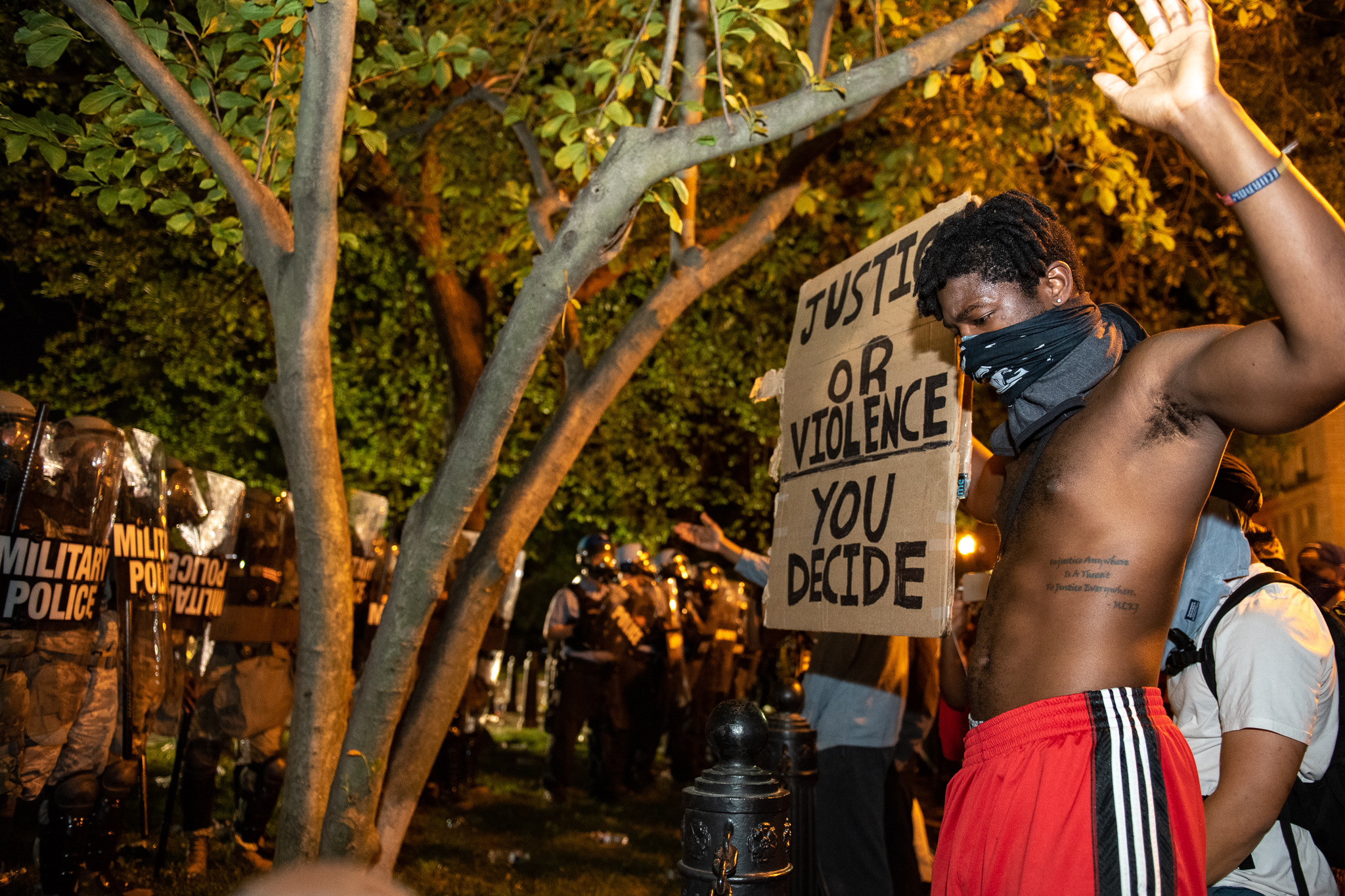
Washingtonban. A férfi bal oldalán egy Martin Luther King-idézet látható, tetoválás formájában

2005-ben egy év alatt több afrikai bevándorló érkezett az Egyesült Államokba, mint amennyit még a rabszolga-kereskedelem idején behurcoltak az országba. 2008. november 4-én a Demokrata Párt jelöltje, Barack Obama szenátor legyőzte John McCain republikánus szenátort és megválasztották az Amerikai Egyesült Államok első afroamerikai elnökének. Az afroamerikai szavazók több mint 95%-a rá adta le szavazatát. Obama ezek mellett megkapta a művelt és a fiatal fehérek szavazatának nagy részét, illetve az ázsiai és latin-amerikai származású állampolgárok voksait is. Ugyan összességében nem kapta meg a fehér szavazatok többségét, még így is nagyobb arányban szavazott rá a csoport, mint bármely korábbi (nem hivatalban lévő) demokrata elnökjelöltre Jimmy Carter óta. Obama 2012. november 6-án hasonló eredményekkel lett újraválasztva. 2021-ben Kamala Harris lett az első nő, az első afroamerikai és az első ázsiai amerikai, aki az ország alelnöke lett.
A sok előrehaladás ellenére az afroamerikaiak elnyomása az Egyesült Államokban napjainkban is jelen van. A rendőri túlkapások afroamerikai emberek ellen még mindig gyakori, és a déli államokban továbbra is probléma a szavazási jog elnyomása a kisebbségi közösségekben, ami gyakran a fekete lakosokat érinti leginkább.

## Identitás
Az „afroamerikai” és az „afrikai amerikai” megnevezések a – még Martin Luther King által is használt – „néger” (negro), és az azt felváltó „fekete” helyett terjedtek el az USA-ban a politikai korrektség nevében a 20. század utolsó évtizedeiben. (2021-től ezt angol nyelven nagybetűvel, Blackként szokás írni a kisbetűs black helyett.) Hagyományosan azokat az USA-beli állampolgárokat nevezik így, akiknek a felmenői – legalább részben – az 1526–1840 között Afrikából Amerikába hurcolt fekete rabszolgák leszármazottai.
Ez a definíció is változott az évek alatt, napjainkban gyakori, hogy már az Afrikából bevándorló személyekre és gyermekeikre is vonatkozik. A 21. században elterjedt definíció magába foglal minden személyt, akinek afrikai (főleg fekete-afrikai) felmenői vannak.

## Demográfia

Az afroamerikai lakosság aránya az Egyesült Államok államaiban a 2020-as népszámlálás adatai alapján

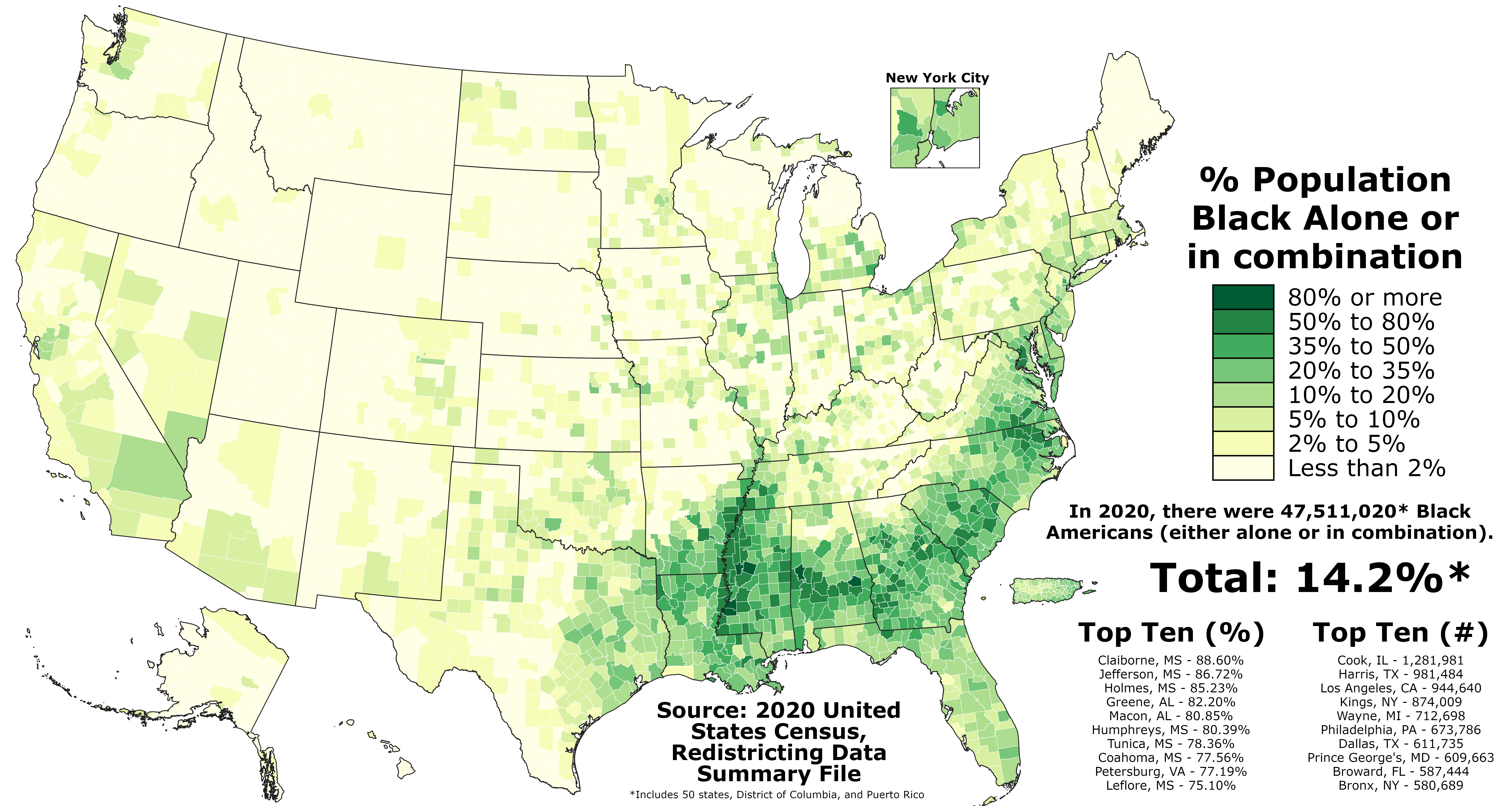
Fekete amerikai lakosság aránya megyénként

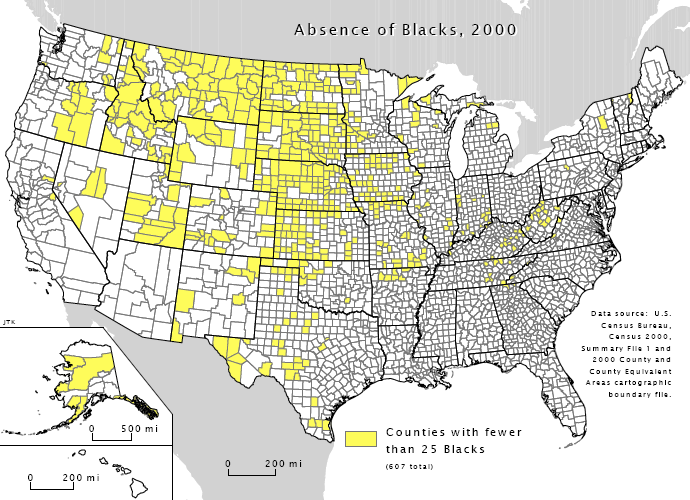
A térkép azon megyékkel kiemelve, ahol kevesebb mint 25 afroamerikai lakos él

1790-ben, az első amerikai népszámlálás idején nagyjából 760 ezer afrikai (szabad és rabszolga) személy élt az Egyesült Államokban, ami a népesség 19,3%-a volt. 1860-ban, a polgárháború kezdetekor már 4,4 millióan voltak, de a százalékos arányuk már csak 14% volt. A túlnyomó többségük rabszolga volt, csak 400 ezren voltak szabadok. 1900-ra megduplázódott az afroamerikaiak száma.
1910-ben az afroamerikaiak közel 90%-a délen élt, de sokan elkezdtek északra költözni jobb lehetőségek után kutatva és menekülve a Jim Crow-törvények elől. A Nagy Migráció néven nevezett időszak az 1890-es és az 1970-as évek közé esett, 1916 és az 1960-as évek között több mint 6 millió afroamerikai költözött északra, de az 1970-es években többen költöztek délre északról, mint északra délről.

| Év   | Népesség    | Teljes népesség %-a | % változás (10 év) | Rabszolgák | %rabszolga |
| ---- | ----------- | ------------------- | ------------------ | ---------- | ---------- |
| 1790 | 757 208     | 19,3% (legtöbb)     | –                  | 697 681    | 92%        |
| 1800 | 1 002 037   | 18,9%               | 32,3%              | 893 602    | 89%        |
| 1810 | 1 377 808   | 19,0%               | 37,5%              | 1 191 362  | 86%        |
| 1820 | 1 771 656   | 18,4%               | 28,6%              | 1 538 022  | 87%        |
| 1830 | 2 328 642   | 18,1%               | 31,4%              | 2 009 043  | 86%        |
| 1840 | 2 873 648   | 16,8%               | 23,4%              | 2 487 355  | 87%        |
| 1850 | 3 638 808   | 15,7%               | 26,6%              | 3 204 287  | 88%        |
| 1860 | 4 441 830   | 14,1%               | 22,1%              | 3 953 731  | 89%        |
| 1870 | 4 880 009   | 12,7%               | 9,9%               | –          | –          |
| 1880 | 6 580 793   | 13,1%               | 34,9%              | –          | –          |
| 1890 | 7 488 788   | 11,9%               | 13,8%              | –          | –          |
| 1900 | 8 833 994   | 11,6%               | 18,0%              | –          | –          |
| 1910 | 9 827 763   | 10,7%               | 11,2%              | –          | –          |
| 1920 | 10,5 millió | 9,9%                | 6,8%               | –          | –          |
| 1930 | 11,9 millió | 9,7% (legkevesebb)  | 13%                | –          | –          |
| 1940 | 12,9 millió | 9,8%                | 8,4%               | –          | –          |
| 1950 | 15,0 millió | 10,0%               | 16%                | –          | –          |
| 1960 | 18,9 millió | 10,5%               | 26%                | –          | –          |
| 1970 | 22,6 millió | 11,1%               | 20%                | –          | –          |
| 1980 | 26,5 millió | 11,7%               | 17%                | –          | –          |
| 1990 | 30,0 millió | 12,1%               | 13%                | –          | –          |
| 2000 | 34,6 millió | 12,3%               | 15%                | –          | –          |
| 2010 | 38,9 millió | 12,6%               | 12%                | –          | –          |
| 2020 | 41,1 millió | 12,4%               | 5,6%               | –          | –          |

## Vallásuk
Az afroamerikaiak vallási eloszlása

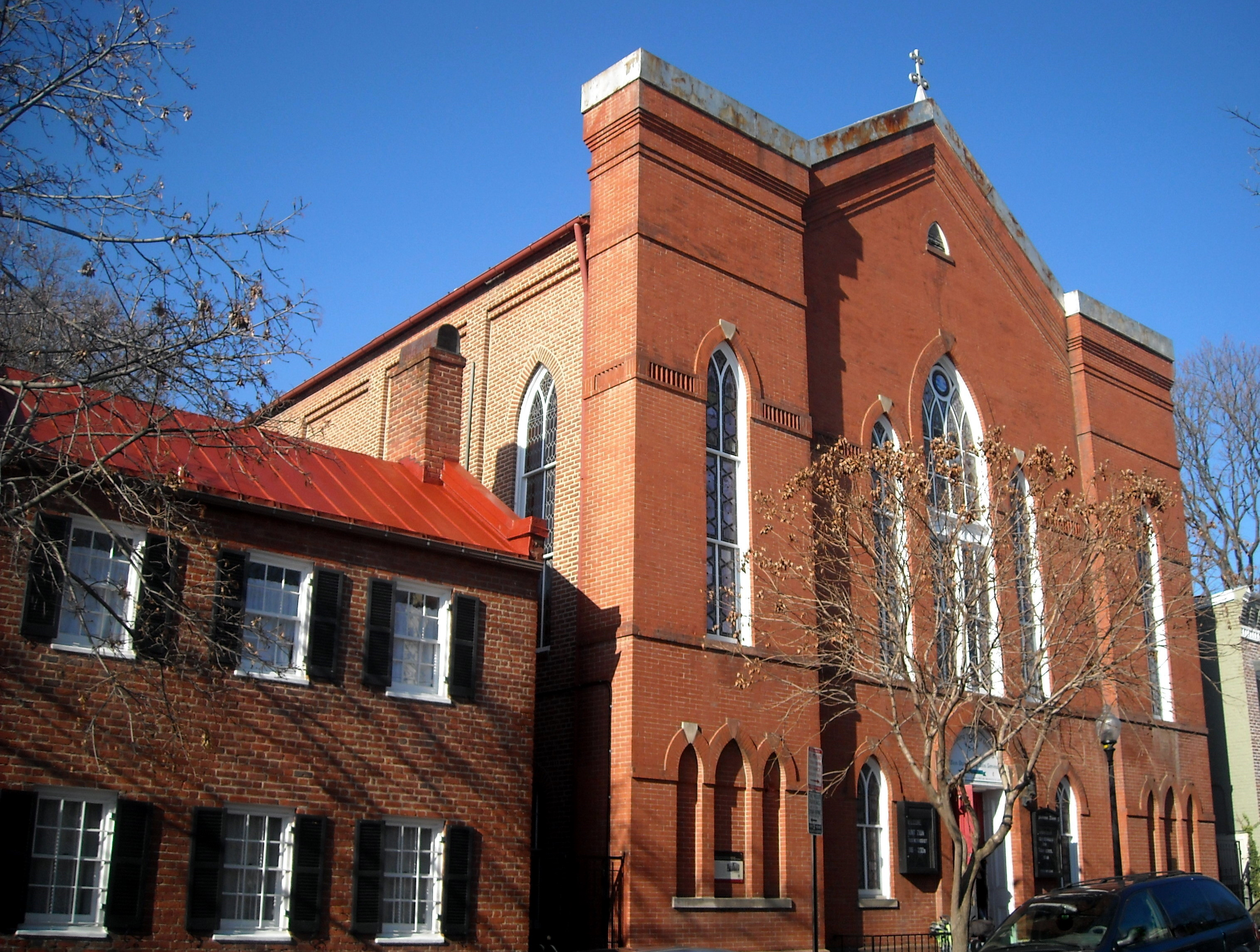
Mount Zion United Methodist Church, a legrégebbi afroamerikai felekezet Washingtonban

Az afroamerikaiak többsége protestáns, és többnyire a tradicionálisan fekete többségű protestáns felekezetek tagjai: baptisták, metodisták, pünkösdisták, de vannak közöttük egyéb protestánsok, katolikusok, muszlimok és afroamerikai vallásúak is.
A fekete protestáns felekezeteknek 59% a tagja, míg evangélikusok az afroamerikaiak 15%-át teszi ki és egyéb protestáns pedig a maradék 4%-ot. Római katolikus ezek mellett 5%, míg Jehova tanúi nagyjából 2%.
Az Észak-Amerikába hurcolt afroamerikaiak nagyjából 20%-a muszlim volt, de kereszténységre lettek térítve rabszolgaságuk idején. Ezt követően a 20. században egyesek visszatértek az iszlámhoz, főleg a fekete nacionalista mozgalmon keresztül, közéjük tartozott Malcolm X, Kareem Abdul-Jabbar és Muhammad Ali is. Az amerikai muszlim népesség 20%-át afroamerikaiak teszik ki, többségük ortodox vagy szunnita muszlim hívők.
Ezek mellett van egy kicsi, de növekvő zsidó afroamerikai kisebbség is, akik mindössze az afroamerikaiak 0,4%-át teszik ki.